# Short Seamew
Ne doit pas être confondu avec Curtiss SO3C Seamew.
Le Short SB-6 Seamew (Goéland de mer) était un avion militaire de la guerre froide, construit au Royaume-Uni par Short Brothers.

## Historique
Il est conçu en 1951 par David Keith-Lucas de Short Brothers  pour remplacer le Grumman Avenger AS 4 de la Royal Navy Fleet Air Arm (FAA) comme avion de lutte anti-sous-marine embarqué à bord de porte-avions.
Trois prototypes sont commandés en avril 1952 et le premier vol ( XA209 ), piloté par le pilote d'essai Sqn. Ldr. Walter J. "Wally" Runciman, a eu lieu le 23 août 1953. 
Ce même avion, également piloté par Runciman, participera au Salon aéronautique de Farnborough de 1953 trois semaines plus tard. 
En 1954, le XA209 et le deuxième prototype XA213 participent au Salon de Farnborough. L'année suivante, les deux prototypes et deux modèles de production AS Mk 1 ( XE171 et XE172 ) sont présentés lors d'une formation.
En février 1955, une commande de soixante appareils a été dictée, répartis entre le Coastal Command Royal Air Force et la FAA.
En 1956, le quatrième prototype Seamew ( XE175 ) piloté par Runciman, sera présenté lors d'une tournée promotionnelle de vente en Italie (mars), Yougoslavie (avril) et Allemagne de l'Ouest (mai).
C'est dans ce même avion que Runciman s'écrasera et se tuera lors d'une démonstration aérienne à Sydenham (Belfast) le 9 juin 1956, alors qu'il tentait une boucle. 
Accident sans doute causé par une défaillance matérielle, la commission d'enquête sur les accidents ne le confirmera pas à l'époque.
En raison de mauvaises performances, il ne sera jamais mis en service, seuls 24 avions de série avaient volé avant l'annulation du projet en 1957. 
Il sera décrit comme un « chameau parmi les chevaux de course ».